# Pallacanestro Virtus Cassino
O Pallacanestro Virtus Cassino, conhecido também como BPC Virtus Cassino por motivos de patrocinadores, é um clube de basquetebol baseado em Cassino, Itália que atualmente disputa a Série B. Manda seus jogos no PalaVirtus .

## Histórico de Temporadas
| Temporada | Nível | Liga     | Pos. | J     | PL  | Resultado                  |
| --------- | ----- | -------- | ---- | ----- | --- | -------------------------- |
| 2014-15   | 3     | Serie B  | 6    | 12-14 | 0-2 | Quartas de finaisPlayoff C |
| 2015-16   | 3     | Serie B  | 3    | 21-7  | 6-4 | FinalistaPlayoff C         |
| 2016-17   | 3     | Serie B  | 5    | 21-9  | 4-4 | SemifinalistaPlayoff 3     |
| 2017-18   | 3     | Serie B  | 2    | 23-7  | 8-3 | Promovido                  |
| 2018-19   | 2     | Serie A2 | 15   | 2-26  | 0-3 | RebaixadoPlayouts          |

fonte:«eurobasket.com». basketball.eurobasket.com